# Bégaar
Bégaar település Franciaországban, Landes megyében. Lakosainak száma 1233 fő (2022. január 1.). Bégaar Audon, Carcen-Ponson, Lesgor, Pontonx-sur-l’Adour, Saint-Jean-de-Lier, Tartas, Vicq-d’Auribat és Laluque községekkel határos.

## Népesség
A település népességének változása:
| Lakosok száma | 946  | 908  | 1000 | 1021 | 1098 | 1134 | 1167 | 1185 | 1198 | 1233 |
|               | 1968 | 1982 | 1990 | 2006 | 2013 | 2015 | 2017 | 2019 | 2020 | 2022 |